# Чемпионат мира по шоссейным велогонкам 1955
28-й чемпионат мира по шоссейному велоспорту проходил в итальянском городе Фраскатие с 27 по 28 августа 1955 года. Он стал четвёртым на территории Италии.
В рамках чемпионата были проведены шоссейные групповые гонки среди мужчин у любителей и профессионалов.

## Призёры
| Велогонка                      | Золото                 | Серебро                 | Бронза                   |
| ------------------------------ | ---------------------- | ----------------------- | ------------------------ |
| Мужчины                        |                        |                         |                          |
| Групповая гонка. Профессионалы | Стан Окерс · Бельгия   | Йемпи Шмиц · Люксембург | Жермен Дерийке · Бельгия |
| Групповая гонка. Любители      | Санте Рануччи · Италия | Лино Грасси · Италия    | Дино Бруни · Италия      |

## Медальный зачёт
*   Принимающая страна (Италия)
| Место          | Страна         | Золото | Серебро | Бронза | Всего |
| -------------- | -------------- | ------ | ------- | ------ | ----- |
| 1              | Италия*        | 1      | 1       | 1      | 3     |
| 2              | Бельгия        | 1      | 0       | 1      | 2     |
| 3              | Люксембург     | 0      | 1       | 1      | 2     |
| Всего стран: 3 | Всего стран: 3 | 2      | 2       | 3      | 7     |